# Тимчій Володимир Іванович
Володимир Іванович Тимчій (псевдо: «Лопатинський», «Євгеній», «Володимир Зборівський», «Сніг», «Окулярний»; 28 жовтня 1911, с. Грабовець, Стрийського району, Львівської області — лютий 1940, с. Устиянів, Нижньоустрицького району, тепер Польща) — діяч ОУН, 12-й крайовий провідник ОУН (06.1939 — 02.1940).

## Життєпис
Володимир Тимчій народився 28 жовтня 1911 року в селі Грабовець Стрийського району. Батько Іван служив у австрійському війську на території Чехії командиром чоти. Мама Марія вела велике господарство і виховувала семеро дітей.

### Навчання та політична діяльність
У 1932 закінчив Стрийську гімназію і вступив до Львівського університету, де навчався на факультеті права.
Будучи гімназистом, перебував під впливом організатора націоналістичного руху на Стрийщині Степана Охримовича.
У 1929 член Юнацтва ОУН, з 1932 член ОУН. Протягом 1929—1932 провідник ланки Юнацтва ОУН у Стрийській гімназії, член повітового проводу ОУН Стрийщини протягом 1932–1934. За активну політичну діяльність польський режим неодноразово кидав Володимира Тимчія до в'язниці (у Стрийській тюрмі перебував у липні 1934 та в травні 1935), зокрема, й до табору у Березі Картузькій.

### Крайовий провідник ОУН
З червня 1939 по лютий 1940 крайовий провідник ОУН. На даній посаді Тимчій-Лопатинський зміцнював і розширював організацію, сприяв створенню загонів самооборони, які проявили себе у вересні 1939 при захисті місцевого населення від мародерства і звірств польської армії та поліції.
Крайовий Провідник Володимир Тимчій-Лопатинський був одним із творців революційної ОУН у 1940 році. У кінці лютого Володимир Тимчій разом із Зенею Левицькою, Микитою Опришком та Теодором Оленьчаком повертався в Україну з наміром підняти постання проти більшовицьких загарбників. Після переходу кордону їх помітили чекісти-прикордонники і почали переслідування. В селі Устиянові (повіт Устрики Долішні) відбувся бій і, щоб не опинитися живими в руках НКВС, хоробра четвірка підірвала себе гранатою.

## Вшанування пам'яті
Український народ гідно вшанував пам'ять славного Провідника, склавши про його загибель пісню-баладу «Як Лопатинський з-за кордону…». У селі Устиянові герою насипано символічну могилу, а у рідному селі Грабовець планується спорудження пам'ятника.